# 般阳县
般阳县，中国古县名。
西汉置，治所在今山东省淄博市淄川区。属济南郡。因在般水之阳，故名。南朝宋移治今临朐县东南，北齐废。隋朝开皇六年（586年）复置。大业初废入临朐县。 